# غريغوريو مارتينيز (كاهن كاثوليكي)
غريغوريو مارتينيز (بالألمانية: Gregorio Martínez Sacristán) (و. 1946  م) هو كاهن كاثوليكي إسباني.

## مناصب
تولى منصب أسقف كاثوليكي (منذ 4 فبراير 2007)
- أسقف سمورة
- أسقف أبرشية [الإنجليزية]‏